# 许善器
许善器（？—？），浙江德清人，是一名清朝政治人物。
许善器曾于同治十三年（1874年）接替杨先泽任漳州府知府一职，同治十三年至光绪三年由沈定均接任。